# Clerical Guide or Ecclesiastical Directory
Clerical Guide or Ecclesiastical Directory fu la prima guida specialistica relativa al clero della Chiesa d'Inghilterra.
Le prime quattro edizioni furono pubblicate nel 1817, nel 1822 (riveduta e cirretta), nel 1829 e nel 1836, a cura dell'editore e stampatore londinese Richard Gilbert.
Un'altra edizione fu data alle stampe nel 1838, ma di essa non sopravvisse alcuna copia nelle principali biblioteche accademiche inglesi. Fra il 1880 e il 1890, vi furono alcune ristampe a cur dell'editore Thomas Bosworth & Company.

## Contenuto
L'indice alfabetico dell'opera presentava le seguenti informazioni:
- un elenco di benefici, unitamente al dettaglio delle loro popolazioni, contee, diocesi e arcidiaconie;
- i rispettivi titolari con l'anno di insediamento;
- i rendiconti economici e finanziari delle singole unità amministrative (Valor Ecclesiasticus), fino al 1829;
- i nomi dei mecenati.

L'edizione del 1836 riportava anche le entrate del beneficio durante il 1831, la capienza disponibile (church room) per una congregazione e il nome di ogni improprio, che nel diritto ecclesiastico inglese era chiamato impropriation, vale a dire il trasferimento della proprietà di un beneficio ecclesiastico a favore di una congregazione religiosa - singola o aggregata. Con un vincolo di destinazione d'uso perpetuo e inalienabile riferito alla funzione sua propria.
Le prime pagine includevano:
- Elenchi attuali di vescovi, membri del capitolo della cattedrale e altri dignitari, con il valore delle primizie del raccolto loro conferite dai fedeli;
- una sezione dedicataai dottori della legge, gli specialisti del diritto canonico;
- una sezione relativa alla Cappella Reale con l'indicazione dei cappellani e dei predicatori di corte;
- informazioni relative al Sion College e al Gresham College di Londra;
- sezioni per le due università inglesi di Cambridge e Oxford;
- sezioni relative ai borsisti e maestri di scuola dei collegi di Eton, Winchester, Westminster, Harrow, Manchester e St Paul.

L'elenco alfabetico dei benefici era seguito anche da un elenco alfabetico dei prelati, dei dignitari e del clero della Chiesa d'Inghilterra che erano titolari di un qualche beneficio ecclesiastico, mentre il sottoinsieme del clero non beneficiario era generalmente omesso.
I censimenti si concludevano con gli con elenchi relativi al mecenatismo ecclesiastico, che presentavano i nominativi dei titolari di prebende all'interno del dono del re, del lord cancelliere, del cancelliere del ducato di Lancaster, i vari vescovi e arcivescovi, oltre alle due università.

## Le edizioni successive al 1836
L'interruzione delle pubblicazioni nel 1836 spianò la strada al prodotto editoriale concorrente, la Clergy List, che vide la prima edizione cinque anni più tardi.
Nel 1886, a cinquant'anni dall'ultima edizione, la casa editrice Thomas Bosworth & Company pubblicò il volume Clerical Guide and Ecclesiastical Directory (con un titolo leggermente modificato rispetto all'opera precedente), presso la sede sita al numero 25 di Great Russell Street. Il testo presentava elenchi del clero e dei benefici, integrati da informazioni della  Ecclesiastical and Church Estates Commissioners for England, l'organismo della Chiesa d'Inghilterra incaricato di ripartire le entrate e i benefici economici del clero e delle parrocchie.
I diritti sulla pubblicazione furono acquisiti molto rapidamente da Hamilton Adams attivo nella zona di Paternoster Row, nella City di Londra, che nel 1889 lo unirono alla Clergy List, la loro più recente acquisizione. Fra il 1918 e il 1919, la Clergy List fu a sua volta unita con la Crockford's Clerical Directory le cui prefazioni, ancora negli anni trenta, informavano il lettore dell'acquisizione degli altri due titoli.
Negli anni '80, la Società dei Genalogisti britannica realizzò la prima edizione microfilmata del testo alla quale seguirono le edizioni scansionate rese disponibili su Google Books.